# Погорелов, Иван Анатольевич
Ива́н Анато́льевич Погоре́лов (укр. Іван Анатолійович Погорелов; род. 12 марта 1982, Харьков) — украинский футболист, игравший на позициях нападающего и полузащитника.

## Биография
Воспитанник харьковской СДОСШОР «Металлист», первый тренер — Валерий Мкртычан. С 1999 года в составе «Металлиста», однако выступал преимущественно за вторую команду клуба во втором дивизионе чемпионата Украины. Дебютировал в высшей лиге 19 июня 2001 года, выйдя в стартовом составе в выездном, завершающем матче чемпионата 2000/01, против полтавской «Ворсклы-Нефтегаз». В последующих сезонах уже чаще попадал в заявку главной команды, однако стабильного места в основном составе так и не получил. Зимой 2004 года перешёл в кировоградскую «Звезду», в составе которой, в течение полугода, появлялся на поле в большинстве матчей, что, однако, не помогло команде, у которой по ходу чемпионата начались финансовые неприятности, спастись от последнего, 16-го места в турнирной таблице. На следующий год «Звезда» не смогла заявиться в первую лигу и игрок был вынужден искать новый клуб. Летом 2004 года подписал контракт с запорожским «Металлургом», где попал в глубокий резерв, не отыграв за полтора года и десятка игр в чемпионате.
В 2005 году стал игроком луганской «Зари», которую возглавлял бывший тренер «Звезды» Юрий Коваль. В новой команде практически сразу стал игроком основы, и своей игрой помог луганскому клубу выиграть чемпионат первой лиги и завоевать право на повышение в классе. Тем не менее, вскоре после выхода в элитный дивизион, был уволен Коваль, а, вслед за ним, команду покинули и большинство игроков, на которых он полагался в предыдущем сезоне, в том числе и Погорелов, успевший отыграть за луганчан в высшей лиге всего 3 матча. Зимой 2007 года вернулся в родной Харьков, подписав контракт с местным «Гелиосом», выступавшим в первом дивизионе. В стане «солнечных» провёл год, а сезон 2007/08 доигрывал в составе днепродзержинской «Стали». Новый чемпионат начал защищая цвета «Александрии», где также провёл полгода. В зимнее трансферное окно сезона 2008/09 перешёл в ахтырский «Нефтяник-Укрнефть», в котором выступал на протяжении двух лет. Вторую половину чемпионата 2010—2011 годов провёл в профессиональном футбольном клубе «Сумы», в котором, своим тремя голами, помог команде завоевать серебряные награды своей группы второй лиги. По окончании сезона завершил профессиональную карьеру. В дальнейшем играл за любительские клубы из Харькова и области, а также тренировал зачепиловский «Колос», выступавший в чемпионате Харьковской области и любительском чемпионате Украины.

### Сборная
Вызывался в молодёжную сборную Украины. В 2003 году, в составе студенческой сборной страны, выступал на XXII всемирной летней Универсиаде в Тэгу (Республика Корея)

## Стиль игры
Обладал прекрасным видением поля, был весьма полезен в созидании, где мог управлять действиями партнеров, а при случае — смело брать инициативу на себя. Имел отличный поставленный дальний удар, что позволяло опасно выполнять штрафные. Забивал преимущественно или прямыми ударами со «стандартов», или дальними «выстрелами».

## Достижения
- Победитель первой лиги Украины: 2005/06
- Серебряный призёр второй лиги Украины: 2010/11 (группа «А»)